# 1792 a tudományban
Az 1792. év a tudományban és a technikában.

## Csillagászat
- Franz Xaver von Zach publikálja a The Tables of the Sun című munkáját.

## Technika
- William Murdoch feltalálja a gázzal való világítást.
- George Anschutz kifejleszti a nagyolvasztót.

## Díjak
- Copley-érem: Benjamin Thompson

## Születések
- január 12. - Johann Arfvedson kémikus († 1841)
- február 17. - Karl Ernst von Baer természettudós († 1876)
- március 7. - John Herschel csillagász és matematikus († 1871)
- május 21. - Gaspard-Gustave Coriolis matematikus, a Coriolis-erő felfedezője († 1843)

## Halálozások
- október 28. - John Smeaton mérnök (* 1724)
- október 28. - Paul Möhring botanikus, orvos (* 1710)